# A király személye körüli minisztérium
A király személye körüli minisztérium  a Magyar Királyság egyik minisztériuma volt 1848 és 1918 között. Élén a királyi személye körüli miniszter állt.

## Története
Hatásörét az 1848. évi III. tc. állapította meg, amit azután az 1867. évi VII. és XII. tc. erősen megnyírbált. Hatáskörébe főként az uralkodóhoz címzett feliratok közvetítése, kitüntetések, nemességi ügyek, az udvari hivatalok és magyar minisztériumok közötti levelezés közvetítése stb. tartoztak.
1918 novemberében szűnt meg.

## Forrás
Pesti Hírlap Könyvtára lexikon 575. old.